# Luis Arráez
Luis Sangel Arráez (geboren am 9. April 1997 in San Felipe, Yaracuy) ist ein venezolanischer Baseballspieler in der Major League Baseball (MLB), der hauptsächlich als Second Baseman, aber auch als Third Baseman und als Outfielder zum Einsatz kommt.

## Werdegang

### Minnesota Twins (2019–2022)
Arráez unterzeichnete im November 2013 einen Vertrag bei den Minnesota Twins. Sein Debüt als professioneller Baseballspieler gab er 2014 mit den Dominican Summer League Twins, einem Nachwuchsteam der Minnesota Twins in der Dominikanischen Republik. Dort lief er in 31 Spielen auf und hatte eine Batting Average von .348. Arráez spielte 2016 zusammen mit LaMonte Wade und Jaylin Davis bei den Cedar Rapids Kernels. Es folgten weitere Einsätze in höherklassigen Rookie-Mannschaften der Twins in verschiedenen Ligen der Minor League (MiLB). Am 18. Mai 2019 gab er im Alter von 22 Jahren im Trikot der Minnesota Twins gegen die Seattle Mariners sein Debüt in der MLB. In diesem Spiel schlug er einen Double und spielte als Shortstop und Second Baseman. Das Spiel gewannen die Twins mit 18 zu 4. Arráez schlug seinen ersten Home Run in der MLB drei Tage später am 21. Mai 2019 gegen die Los Angeles Angels. Er beendete die Saison mit einer Batting Average von .334 und 92 absolvierten Spielen. Zudem wurde er sechster bei der Wahl zum Rookie of the Year der American League (AL).

### Miami Marlins (2023–2024)
Am 20. Januar 2023 tauschten die Twins Arráez im Tausch gegen Pablo López, José Salas und Byron Chourio gegen die Miami Marlins.
Arráez‘ Gehalt von 6,1 Millionen Dollar für die Saison 2023 wurde im Schiedsverfahren festgelegt.
Am 11. April 2023 war Arráez der erste Spieler in der Geschichte der Marlins, der beim 8:4-Sieg über die Philadelphia Phillies einen Cycle-Hit erzielte (zu diesem Zeitpunkt waren die Marlins das einzige Team, das noch nie einen Spieler hatte, der einen Cycle-Hit erzielte). Später in der Saison, am 6. Juni, schlug Arráez 2 aus 4 mit zwei Runs und einem RBI und wurde damit der erste Spieler seit Chipper Jones von den Atlanta Braves, der nach mindestens 62 Teamspielen in der Saison einen Schlagdurchschnitt von über .400 erreichte. Diese Serie hielt jedoch nur vier Tage an, bis er am 11. Juni 1 aus 5 schlug, wodurch sein Durchschnitt auf .397 fiel und er in den nächsten beiden Spielen 0 aus 4 und 0 aus 5 schlug. Nachdem er am 19. Juni 5-5 schlug, steigerte er seinen Durchschnitt erneut auf über .400. Arráez' drei Spiele mit 5 Hits im Juni, ein Rekord der Miami Marlins in einer einzigen Saison, egalisierte den von Ty Cobb, George Sisler und Dave Winfield aufgestellten Rekord für die meisten Spiele mit 5 Hits in einem einzigen Monat. Zur Saisonmitte wurde Arráez zum Starting Second Baseman der National League für das Major League Baseball All-Star Game 2023 gewählt.

### San Diego Padres (seit 2024)
Am 4. Mai 2024 tauschten die Marlins Arráez und eine Barzahlung gegen Dillon Head , Jakob Marsee , Nathan Martorella und Woo-suk Go mit den San Diego Padres.